# Воздушный фильтр

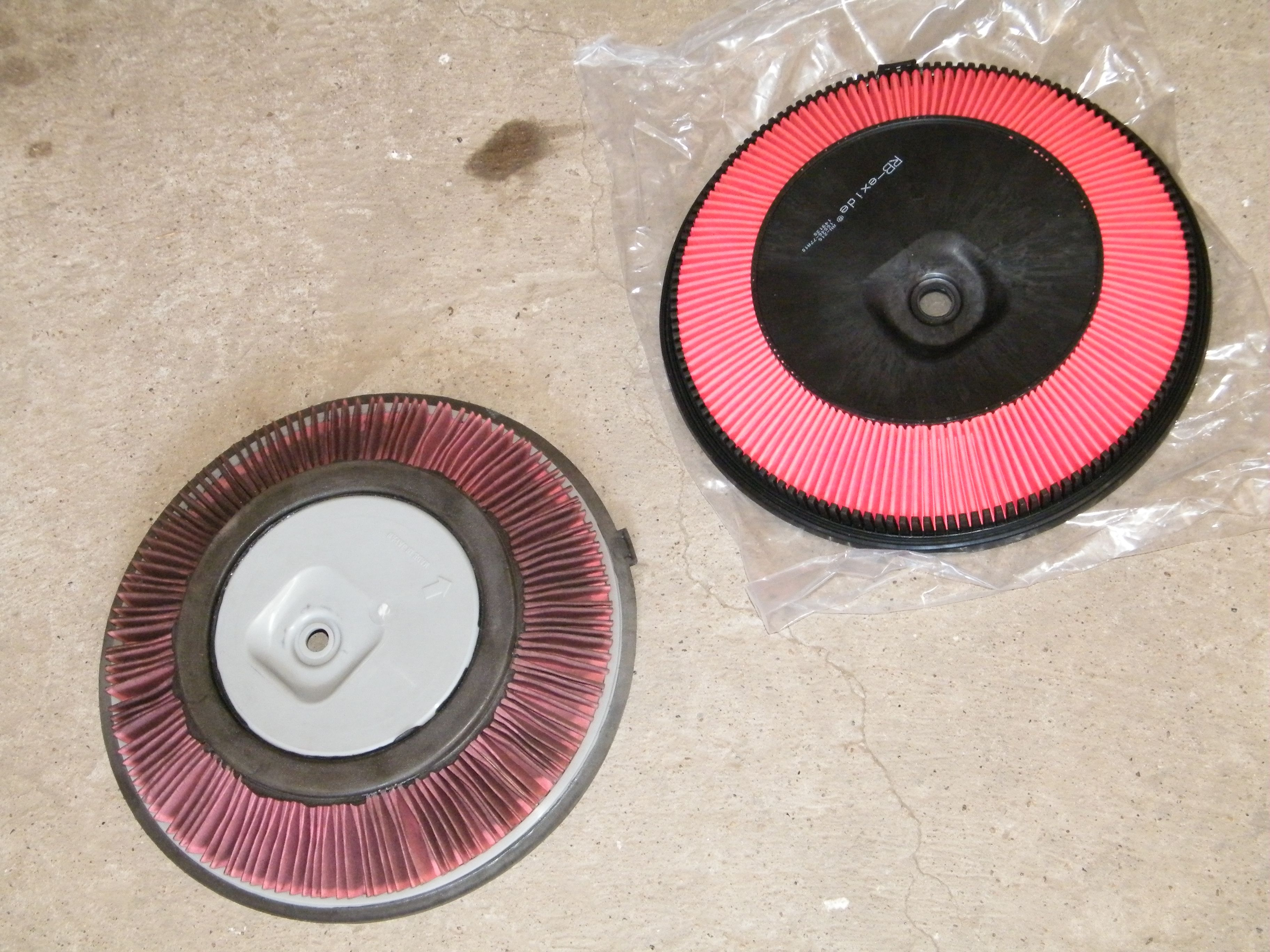
Автомобильные сухие воздушные фильтры: справа новый, слева — побывавший в эксплуатации.

Воздушный фильтр — элемент воздухоочистителя (бумажный, матерчатый, войлочный, поролоновый, сетчатый или иной), который служит для очистки от пыли (фильтрования) воздуха, подаваемого в помещения системами вентиляции и кондиционирования или используемого в технологических процессах (например, при получении кислорода), в газовых турбинах, в двигателях внутреннего сгорания и др.
Целью является защита людей от пыли и вредных частиц, либо механизмов — от износа и повреждения. Например, износ цилиндро-поршневой группы ДВС определяется попаданием пыли. Выбором нужного фильтра можно задать желаемый ресурс мотора, например, у культиватора, газонокосилки, мотоблока, электрогенератора или мотоцикла.

## Классификация воздушных фильтров
По эффективности действия (фильтрующей способности) воздушные фильтры подразделяются на 3 класса.
1. Фильтры 1-го класса практически полностью улавливают пыль всех размеров («абсолютные» фильтры),
2. 2-го класса эффективно улавливают пыль > 1 мкм;
3. 3-го класса > 10 мкм.

Существует много разновидностей воздушных фильтров, отличающихся конструкцией фильтрующего устройства и применяемыми материалами. Распространены волокнистые, масляные и губчатые и другие воздушные фильтры, в которых улавливание пыли происходит при контакте её с поверхностями пор фильтрующего материала (слоя).
По типам воздушные фильтры делятся в соответствии с их принципом работы и материалами, из которых они изготавливаются.

### Механические фильтры (фильтры предварительной очистки)
Это самые простые фильтры, применяемые в воздухоочистителях. Они состоят из обычной мелкой сетки и используются в качестве фильтров предварительной очистки. Предназначены для удаления крупных пылевых частиц, шерсти животных. Такие фильтры устанавливаются практически на всем климатическом оборудовании и защищают от пыли не только людей, но и внутренности самих приборов.
Являясь предварительным фильтром, защищает последующие фильтрующие элементы (угольные, HEPA — фильтры) от преждевременного износа.
Большинство фильтров предварительной очистки устраняют частички размером 5-10 микрон. Несмотря на то, что процентное соотношение частичек размером от 5 микрон по отношению в общей массе пыли находящихся в воздухе мало, он играет очень важную роль, поскольку если в системе не используется фильтр предварительной очистки, или он не достаточно эффективно удаляет частицы, это может привести к преждевременному износу активированного угольного или HEPA-фильтра.
Представляют собой волокнистую структуру. В таких фильтрах пористые фильтрующие слои различной плотности образуются из волокон, обычно связанных склеивающими веществами. В волокнистом рулонном воздушном фильтре рулоны фильтрующего материала устанавливают на катушки в верхней части фильтра и по мере запыления перематывают на нижние катушки. Использованные материалы выбрасываются; в отдельных случаях возможна их промывка или очистка пневматически, что делает предварительные сетчатые фильтры многоразовыми.

### Угольные фильтры
Главное предназначение угольных фильтров — физически поглощать молекулы газа своими порами. Активированные угольные фильтры лучше других устраняют летучие и полулетучие органические соединения с довольно большой молекулярной массой. Количество фильтрующего материала угольного фильтра является одной из важных определяющих его эффективности. Очевидно, что чем больше микропор содержится в угле, тем больше газа и запахов можно устранить, и тем дольше время работы фильтра, перед тем как его поры переполнятся, и фильтр необходимо будет заменить. Также важно, чтобы кроме угольных фильтров воздухоочистители оснащались фильтрами механической (предварительной очистки — пылепоглощающими). Если фильтр предварительной очистки не достаточно эффективно задерживает макрочастицы, они будут накапливаться в микропорах угольного фильтра. Следовательно, это приведет к преждевременному насыщению активированного угля и износу фильтра. Дизайн угольного фильтра также является важным фактором, определяющим эффективность потока воздуха. Угольный фильтр с мелкодисперсным активированным углем является причиной большого сопротивления потока воздуха. Если фильтр состоит из гранул большего размера, это облегчит движение воздуха сквозь фильтр. При гофрированном дизайне фильтра, увеличивается площадь поверхности угля, что в свою очередь увеличит эффективность устранения газа (чем больше поверхность, тем больше вероятность поглощения).
Однако эти фильтры не очень эффективны при использовании в среде с высокой влажностью. Также активированный уголь не эффективен для удаления газов с более низкой молекулярной массой, таких как формальдегид, сернистый ангидрид и диоксид азота. Для их устранения необходимо использовать добавки, изготовленные из хемосорбентов, которые способны химически устранять эти газы. Хемосорбенты вступая в реакцию с молекулой воды, находящейся в воздухе, и молекулой газа химически их разлагают на безвредные вещества, такие как диоксид углерода. Этот процесс называется химическим поглощением. К типичным хемосорбентам относятся оксид алюминия, силикат алюминия и перманганат калия.
Таким образом, воздухоочистители, в которых используются только угольные фильтры, являются не столь эффективными для очистки воздуха городских помещений. Поэтому в воздухоочистителях они используются в комбинации с другими фильтрами.
По мере накопления токсинов и пыли сам фильтр может стать источником загрязнения, при несвоевременной смене фильтра. В городских условиях рекомендуется менять его каждые 4-6 месяцев.

### Масляные фильтры

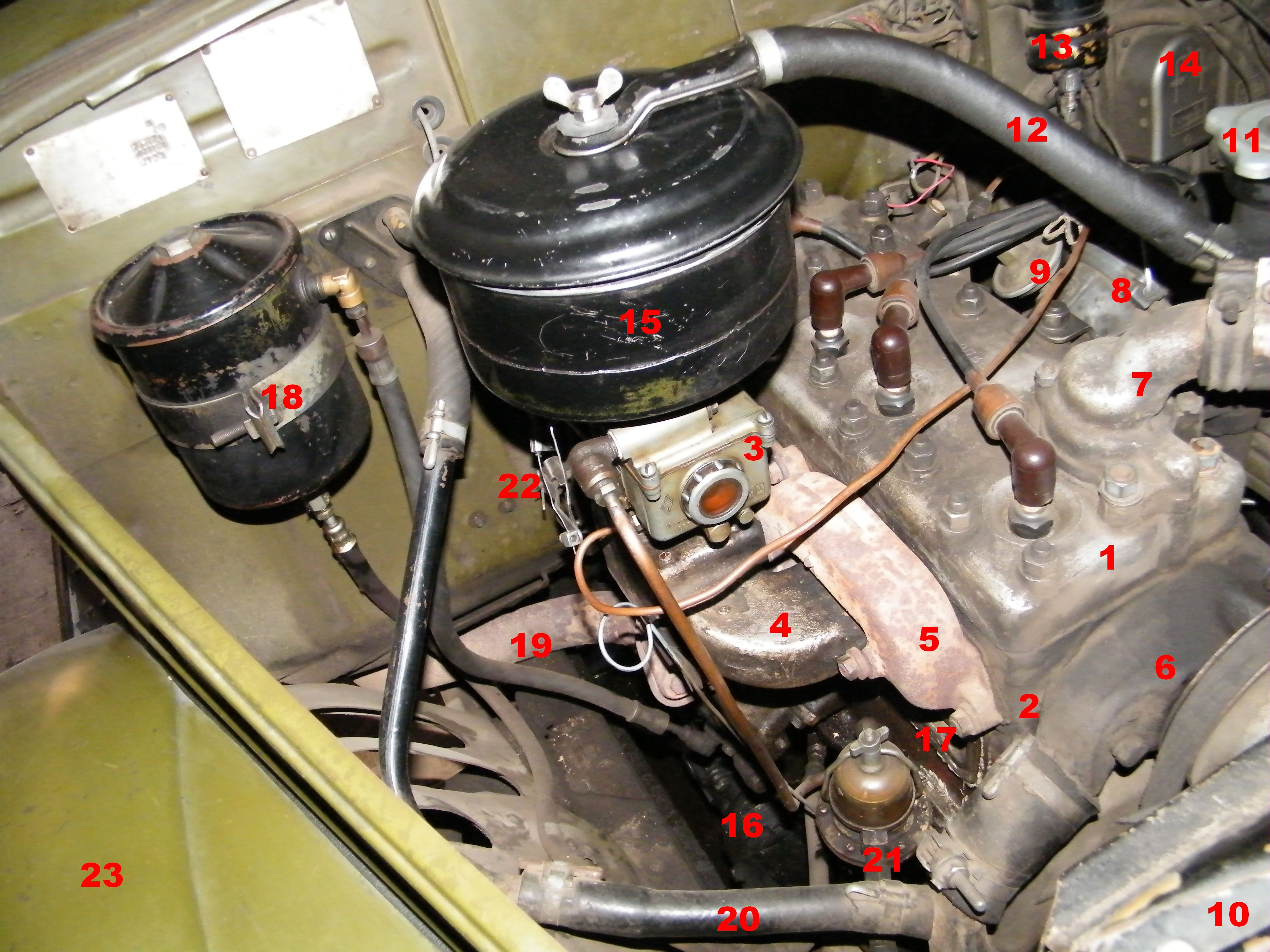
Инерционно-масляный воздухоочиститель двигателя автомобиля ГАЗ-69 отмечен цифрой 15

В масляных фильтрах фильтрующий слой состоит из металлических или пластмассовых сеток, перфорированных пластин, колец и т. п., смоченных минеральным маслом; они могут быть ячейковыми или самоочищающимися. В последних фильтрующий слой представляет собой непрерывно движущуюся сетчатую ленту, очищаемую от пыли в масляной ванне.

### Губчатые фильтры
В губчатых фильтрах фильтрующий слой состоит из губчатого пенополиуретана, резины и пр. Для повышения фильтрующей способности эти материалы подвергают обработке, способствующей раскрытию пор; фильтрующий слой регенерируется промывкой или пневматически.

### ФильтрыHEPA
Фильтры тонкой очистки воздуха — HEPA (TrueHEPA) (от англ. HEPA (High Efficiency Particulate Absorption) — высокоэффективная задержка частиц) представляет собой пылевой воздушный фильтр высокой эффективности.
Фильтры HEPA во многих воздухоочистителях являются основным фильтрующим элементом.
Чем больше квадратных сантиметров занимает фильтрующий материал HEPA фильтра в воздухоочистителе, тем больше частичек он сможет задержать, перед тем как переполнится. Также, чем больше размер фильтра, тем больше количество задерживаемых частиц при каждом прохождении через фильтр.
Тип используемого материала и дизайн являются важными определяющими качества HEPA фильтра. Гофрировка HEPA фильтра должна быть сплошной для обеспечения одинаковой эффективности фильтрации. Если складки прилегают слишком плотно друг к другу, это ограничивает движение воздуха и приводит к снижению воздухопроходимости. В некоторых HEPA фильтрах вместо бумаги используются синтетические материалы. Однако тонкая бумага является наилучшим материалом, эффективно задерживающим большое количество микроскопических частичек и не сильно ограничивающим воздушный поток. Так как HEPA фильтры высшего качества чрезвычайно хрупкие и их легко повредить, ведущие компании производители воздухоочистителей устанавливают фильтры таким образом, чтобы защитить материал HEPA фильтров. Кроме того, поверхность фильтров представляет очень удобный «плацдарм» для микроорганизмов, поэтому производители дополнительно пропитывают их специальным химическим составом, угнетающим жизнедеятельность бактерий.
Согласно принятой международной классификации существует 5 классов HEPA фильтров: Н10, Н11, Н12, Н13 и Н14. Чем выше класс, тем лучше качество фильтрации воздуха — так, фильтры HEPA Н13 (или TRUE HEPA по классификации американской компании HONEYWELL, США) способны задерживать частицы размером до 0,3 мкм с эффективностью до 99,975 %.
Принцип работы HEPA фильтров достаточно прост: воздух вентилятором прогоняется через фильтр и тем самым освобождается от частиц пыли. HEPA-фильтр задерживает более 99 % всех частиц размерами от 0,3 мкм и больше. Большинство аллергенов (пыльца, споры грибов, шерсть и перхоть животных, аллергены клещей домашней пыли, др.) имеют размеры более 1 мкм, поэтому HEPA-фильтры используются в пылесосах или очистителях воздуха, которые рекомендуется использовать аллергическим больным при доказанной роли респираторной аллергии в течение заболевания.
HEPA — фильтры изначально разрабатывались для оборудования систем вентиляции в медицинских учреждениях и помещениях с повышенными требованиями к чистоте воздуха; технология широко распространена на Западе, используется в промышленных и бытовых воздухоочистителях.
HEPA-фильтры применяются в следующих областях:
- в электронной промышленности для создания чистых производственных помещений высокого (1,10 и 100 по стандарту США F 209D) класса чистоты;
- в точном машиностроении и аэрокосмической промышленности;
- в здравоохранении для создания стерильной среды;
- в микробиологической и фармацевтической промышленности для создания стерильных зон на производствах лекарственных препаратов и изделий;
- в химической промышленности для получения обеспыленной атмосферы на производствах кино- и фотоматериалов;
- в атомной промышленности для очистки воздуха от радиоактивных аэрозолей;
- в пищевой промышленности на предприятиях по производству мясных и молочных продуктов детского питания.
- в домах, гостиницах, офисах, где чистый воздух особенно необходим для обеспечения здоровья человека.

Фильтры HEPA необходимо заменять в среднем раз в 1-3 года, далее эффективность их работы по мере их загрязнения снижается.
Еще более совершенными по сравнению с HEPA, являются фильтры ULPA (Ultra Low Penetrating Air), способные улавливать до 99,999 % частиц диаметром свыше 0,1 мкм. Такие фильтры по принципу действия не отличаются от моделей HEPA, но стоят дороже и применяются в более дорогих моделях воздухоочистителей.

### Электростатические фильтры
Электростатические фильтры хорошо очищают воздух от пыли и копоти, но не освобождают от таких токсичных загрязнителей, как окисды азота, формальдегид, и других летучих органических соединений, присутствующих в воздухе бытовых и производственных помещений; поэтому его эксплуатация желательна в комбинации с другими фильтрами.
Электрические (электростатические) фильтры, обычно двухзональные: в первой (ионизационной) зоне пылинки получают заряд в результате столкновений с воздушными ионами, потоки которых образуются при помощи проволочных коронирующих электродов; во второй (осадительной) зоне заряженные пылинки осаждаются под действием кулоновых электрических сил на пластинчатых электродах. Пыль удаляется периодической промывкой.
Плюсом электростатического фильтра является небольшая стоимость и отсутствие дополнительных эксплуатационных расходов.
Минусом электростатического фильтра является малая производительность, так как процесс очистки идёт эффективно только при малых скоростях потока воздуха. Являются источником свободного озона, иногда в опасных для человека концентрациях. Необходимо частое обслуживание и удаление пыли с пластинчатых электродов промывкой.

### Фотокаталитические фильтры
Фильтры данного типа — новинка в области очистки воздуха.
Сущность метода очистки воздуха состоит в разложении и окислении токсичных примесей на поверхности фотокатализатора под действием ультрафиолетового излучения. Реакции протекают при комнатной температуре, при этом органические примеси не накапливаются, а разрушаются до безвредных компонентов (вода и углекислый газ), причем фотокаталитическое окисление одинаково эффективно по отношению к токсинам, вирусам или бактериям — результат один и тот же. Большинство запахов вызываются органическими соединениями, которые также полностью разлагаются очистителем и поэтому исчезают. Следует учесть, что перспективное направление в очистке воздуха к сожалению во многом профанировано. Большинство выпускаемых очистителей воздуха для дома, использующих фотокаталитические фильтры, имеют весьма малую производительность. В них слишком мала(менее 1 м²) поверхность фильтра, на которую экспонируется ультрафиолетовое излучение, и сама мощность излучения(единицы ватт, при реальной потребности в десятки ватт, приходящихся на 1 м²).

### Фильтры вентиляции и кондиционирования воздуха
Фильтры вентиляции и кондиционирования воздуха делятся на 17 классов:
| ГОСТ Р ЕН 779—2014    | Группа          | Класс фильтра | Средняя пылезадерживающая способность, по синтетической пыли, % | Средняя пылезадерживающая способность, по синтетической пыли, % | Средняя эффективность для частиц с размером 0.4 мкм, % | Средняя эффективность для частиц с размером 0.4 мкм, % | Минимальная эффективностью для частиц с размером 0,4мкм,% | Минимальная эффективностью для частиц с размером 0,4мкм,% |
| ГОСТ Р ЕН 779—2014    | грубой очистки  | G1            | 50 ≤ Аm < 65                                                    | 50 ≤ Аm < 65                                                    | —                                                      | —                                                      | —                                                         | —                                                         |
| ГОСТ Р ЕН 779—2014    | грубой очистки  | G2            | 65 ≤ Аm < 80                                                    | 65 ≤ Аm < 80                                                    | —                                                      | —                                                      | —                                                         | —                                                         |
| ГОСТ Р ЕН 779—2014    | грубой очистки  | G3            | 80 ≤ Аm < 90                                                    | 80 ≤ Аm < 90                                                    | —                                                      | —                                                      | —                                                         | —                                                         |
| ГОСТ Р ЕН 779—2014    | грубой очистки  | G4            | 90 ≤ Аm                                                         | 90 ≤ Аm                                                         | —                                                      | —                                                      | —                                                         | —                                                         |
| ГОСТ Р ЕН 779—2014    | средней очистки | М5            | —                                                               | —                                                               | 40 ≤ Еm < 60                                           | 40 ≤ Еm < 60                                           | —                                                         | —                                                         |
| ГОСТ Р ЕН 779—2014    | средней очистки | М6            | —                                                               | —                                                               | 60 ≤ Еm < 80                                           | 60 ≤ Еm < 80                                           | —                                                         | —                                                         |
| ГОСТ Р ЕН 779—2014    | тонкой очистки  | F7            | —                                                               | —                                                               | 80 ≤ Еm < 90                                           | 80 ≤ Еm < 90                                           | 35                                                        | 35                                                        |
| ГОСТ Р ЕН 779—2014    | тонкой очистки  | F8            | —                                                               | —                                                               | 90 ≤ Еm < 95                                           | 90 ≤ Еm < 95                                           | 55                                                        | 55                                                        |
| ГОСТ Р ЕН 779—2014    | тонкой очистки  | F9            | —                                                               | —                                                               | 95 ≤ Еm                                                | 95 ≤ Еm                                                | 70                                                        | 70                                                        |
| ГОСТ Р ЕН 1822-1-2010 | Группа          | Класс фильтра | Интегральное значение, в %                                      | Интегральное значение, в %                                      | Интегральное значение, в %                             | Локальное значение a, b, в %                           | Локальное значение a, b, в %                              | Локальное значение a, b, в %                              |
| ГОСТ Р ЕН 1822-1-2010 | Группа          | Класс фильтра | Эффективность                                                   | Проскок                                                         | Проскок                                                | Эффективность                                          | Эффективность                                             | Проскок                                                   |
| ГОСТ Р ЕН 1822-1-2010 | EPA             | Е 10          | ≥ 85                                                            | ≤ 15                                                            | ≤ 15                                                   | -                                                      | -                                                         | -                                                         |
| ГОСТ Р ЕН 1822-1-2010 | EPA             | Е 11          | ≥ 95                                                            | ≤ 5                                                             | ≤ 5                                                    | -                                                      | -                                                         | -                                                         |
| ГОСТ Р ЕН 1822-1-2010 | EPA             | Е 12          | ≥ 99,5                                                          | ≤ 0,5                                                           | ≤ 0,5                                                  | -                                                      | -                                                         | -                                                         |
| ГОСТ Р ЕН 1822-1-2010 | HEPA            | Н 13          | ≥ 99,95                                                         | ≤ 0,05                                                          | ≤ 0,05                                                 | ≥ 99,75                                                | ≥ 99,75                                                   | ≤ 0,25                                                    |
| ГОСТ Р ЕН 1822-1-2010 | HEPA            | Н 14          | ≥ 99,995                                                        | ≤ 0,005                                                         | ≤ 0,005                                                | ≥ 99,975                                               | ≥ 99,975                                                  | ≤ 0,025                                                   |
| ГОСТ Р ЕН 1822-1-2010 | ULPA            | U 15          | ≥ 99,9995                                                       | ≤ 0,0005                                                        | ≤ 0,0005                                               | ≥ 99,9975                                              | ≥ 99,9975                                                 | ≤ 0,0025                                                  |
| ГОСТ Р ЕН 1822-1-2010 | ULPA            | U 16          | ≥ 99,99995                                                      | ≤ 0,00005                                                       | ≤ 0,00005                                              | ≥ 99,99975                                             | ≥ 99,99975                                                | ≤ 0,00025                                                 |
| ГОСТ Р ЕН 1822-1-2010 | ULPA            | U 17          | ≥ 99,999995                                                     | ≤ 0,000005                                                      | ≤ 0,000005                                             | ≥ 99,9999                                              | ≥ 99,9999                                                 | ≤ 0,0001                                                  |